# Universiada de 2025
Los XXXII Juegos Mundiales Universitarios de Verano, comúnmente conocidos como los Juegos Mundiales Universitarios de Rin-Ruhr 2025, fue un evento multideportivo organizado por la Federación Internacional de Deportes Universitarios (FISU) que se celebró del 16 al 27 de julio de 2025 en cinco ciudades de la Región Metropolitana del Rin-Ruhr (Bochum, Duisburgo, Essen, Hagen y Mülheim an der Ruhr).  Algunas pruebas (natación, saltos y voleibol) se celebraron en Berlín, la capital del país.

## Preparativos y desarrollo
El comité organizador de los juegos planeó utilizar instalaciones deportivas existentes o temporales y algunas de ellas se renovaron para los Juegos. A diferencia de ediciones anteriores, esta edición fue completamente descentralizada. En lugar de una viilla olímpica, los atletas se alojaron en hoteles y residencias universitarias de la región. Las sedes de competición se distribuyeron en cinco ciudades de la región: Bochum, Duisburgo, Essen, Hagen y Mülheim an der Ruhr; y dos sedes en Berlín.
Originalmente, la capital de Renania del Norte-Westfalia, Düsseldorf, iba a albergar varios eventos, incluida la ceremonia de apertura, pero las instalaciones deportivas de la ciudad se retiraron un año antes de los Juegos como parte de un nuevo enfoque de reducción de costos simplificado, que vería el acortamiento de las rutas de transporte y la mejora de las sinergias regionales. En septiembre de 2024, se anunció que Berlín albergaría eventos de natación, buceo y voleibol.

## Símbolos

### Mascota
La mascota de esta edición es "Wanda", un halcón peregrino, considerado un auténtico cosmopolita y por lo tanto, se siente como en casa en casi cualquier parte del mundo. La palabra alemana para halcón peregrino es wanderfalke, y Wander y Wanda tienen la misma pronunciación (en alemán).